# Calcio ai I Giochi del Mediterraneo
Il primo torneo di calcio dei Giochi del Mediterraneo fu composto da sole tre squadre di conseguenza vennero disputati solo tre incontri che vennero disputati dal 14 ottobre 1951 al 18 ottobre 1951.

## Risultati
| Squadra | G | V | N | P | F | S  | DR  | PT |
| ------- | - | - | - | - | - | -- | --- | -- |
| Grecia  | 2 | 2 | 0 | 0 | 6 | 0  | +6  | 4  |
| Egitto  | 2 | 1 | 0 | 1 | 8 | 2  | +6  | 2  |
| Siria   | 2 | 0 | 0 | 2 | 0 | 12 | -12 | 0  |

| Alessandria d'Egitto 14 ottobre 1951 | Grecia | 4 – 0 | Siria |  |

| Alessandria d'Egitto 16 ottobre 1951 | Egitto | 8 – 0 | Siria |  |

| Alessandria d'Egitto 18 ottobre 1951 | Egitto | 0 – 2 | Grecia |  |

## Medagliere
| Posizione | Paese  |
| --------- | ------ |
|           | Grecia |
|           | Egitto |
|           | Siria  |